# Modest Iwanowitsch Bogdanowitsch

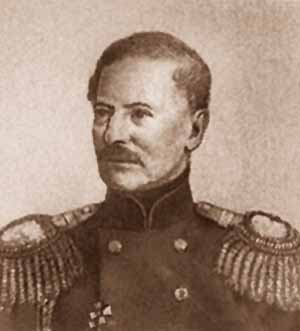
Modest Iwanowitsch Bogdanowitsch

Modest Iwanowitsch Bogdanowitsch (russisch Модест Иванович Богданович; * 26. Augustjul. / 7. September 1805greg.; † 25. Julijul. / 6. August 1882greg. in Oranienbaum bei Sankt Petersburg) war ein Generalleutnant der russischen Armee und Militärschriftsteller.
Modest Iwanowitsch, ein Neffe des Dichters Ippolit Fjodorowitsch Bogdanowitsch, war seit 1823 Offizier. In dieser Eigenschaft nahm er am Feldzug gegen Polen teil.
1839 wurde Bogdanowitsch Professor für Kriegsgeschichte und Strategie an der Petersburger Militärakademie.

## Schriften
- Der Feldzug Bonapartes in Italien 1796. St. Petersburg (1859–60)
- Die Feldzüge Rumjanzows, Potemkins und Sawyrows in der Türkei. (1852)
- Geschichte des vaterländischen Krieges 1812. 2 Bde. St. Petersburg (1861), Band 1, Band 2
- Geschichte der Regierung Alexanders I. 6 Bde. St. Petersburg (1869–71)
- Der orientalische Krieg von 1854–56. 4 Bde. St. Petersburg (1876)
- Geschichte des Krieges 1814 in Frankreich und des Sturzes Napoleon's I, Band 1, Band 2
- Geschichte des Krieges im Jahre 1813 für Deutschlands Unabhängigkeit,Band 1.1,Band 1.2,Band 2.1,Band 2.2